# Ada Hegerberg
Ada Martine Stolsmo Hegerberg (Molde, 10 luglio 1995) è una calciatrice norvegese, attaccante dell'Olympique Lione e della nazionale norvegese.
Nel 2016 è stata nominata UEFA Women's Player of the Year, mentre nel 2018 ha vinto l'edizione inaugurale del Pallone d'oro femminile.
A tutta la stagione 2023-2024, con 64 reti in 69 incontri disputati, risulta essere la migliore marcatrice nella storia della UEFA Women's Champions League.

## Biografia
Ha una sorella, Andrine, anch'ella calciatrice e già convocata nella nazionale norvegese. Nata a Molde, cresce in quel di Sunndalsøra, trasferendosi a Kolbotn a 12 anni.
Dal 15 giugno 2022 è sposata con Thomas Rogne, calciatore dell'Apollōn Smyrnīs.

## Carriera

### Club
Hegerberg cresce con la famiglia a Sunndal appassionandosi al calcio fin da giovanissima e decidendo di tesserarsi con il Sunndal Fotball dove gioca con la sorella minore Andrine. Nel 2007 la famiglia si trasferisce a Kolbotn e le due sorelle continuano l'attività nelle giovanili del Kolbotn IL.
Debutta al Kolbotn nel 2010. Il 6 agosto 2011 realizza una tripletta in una partita di prima divisione norvegese contro il Røa (4-1), segnando i tre gol in appena 7': con queste tre marcature, a soli 16 anni, diviene la più giovane calciatrice ad aver siglato una tripletta nella massima serie della Norvegia. Sempre all'età di 16 anni, è votata giovane calciatrice norvegese dell'anno.
All'inizio dell'annata 2012, le sorelle Hegerberg si trasferiscono allo Stabæk: durante questa esperienza, le due giocatrici vengono considerate come le giovani speranze del calcio norvegese e Ada Hegerberg ottiene il premio come talento del mese per la seconda volta nel maggio 2012. In questo mese, durante la sfida contro il Fart (8-2), realizza cinque reti solo nel primo tempo. A fine stagione si laurea miglior marcatrice del torneo norvegese con 24 centri in 18 sfide di campionato. Inoltre, il suo contributo è essenziale nella coppa norvegese: sigla una doppietta in semifinale contro l'Amazon Grimstad (3-0) e firma una tripletta nella finale contro Røa, consentendo al suo club di vincere 4-0 e di aggiudicarsi il trofeo.
Nel 2013 Ada e sua sorella si trasferiscono al Turbine Potsdam, dove raggiungono la connazionale Maren Mjelde. Al suo esordio con la nuova maglia, segna subito al Friburgo, battuto per 3-1. A fine stagione il club raggiunge il secondo posto sia in campionato sia in coppa di Germania.
Nel 2014 Hegerberg passa alle francesi dell'Olympique Lione. Il 15 dicembre 2015 viene candidata alla vittoria finale del Gullballen, riconoscimento principale del premio Kniksen. Negli anni dell'Olympique Lione è altrettanto determinante, contribuendo a vincere campionato e coppa sia alla sia prima stagione che alla seconda dove, in Champions League, diventa la miglior realizzatrice del torneo e non si fa sfuggire il trofeo strappandolo al Wolfsburg nella finale di Reggio Emilia. Nella stagione 2018-2019 contribuisce, con una tripletta in finale, alla vittoria della quarta Champions League consecutiva del Lione.
La successiva stagione, ancora tra le protagoniste del campionato contendendo il titolo di capocannoniere con Marie-Antoinette Katoto del Paris Saint-Germain, nel gennaio 2020 è costretta, vittima della rottura di un legamento crociato anteriore durante una sessione di allenamento, a disertare il terreno di gioco per il resto della stagione. Il periodo di riabilitazione si rivela lungo, costringendola a saltare completamente tutta la stagione 2020-2021 anche a causa di una frattura da stress della tibia sinistra diagnosticatale nel settembre 2020, rivedendola in campo solo dall'ottobre 2021 quando il tecnico Sonia Bompastor decide di impiegarla nuovamente in Champions League, nell'incontro vinto 3-0 sull'Häcken durante la fase a gironi della stagione 2021-2022, facendola entrare al 78' in sostituzione di Catarina Macario.
Il 4 settembre 2024, viene inserita nella lista delle trenta candidate al Pallone d'Oro femminile.

### Nazionale
Hegerberg viene convocata dalla Federcalcio norvegese (NFF) fin dal 2009, inizialmente per vestire la maglia della formazione Under-15 e passando un anno dopo a Under-16 e Under-17, giocando con quest'ultima la seconda fase di qualificazione al campionato europeo di categoria 2010, debuttando il 12 aprile, nella sconfitta per 4-0 con le pari età della Germania che costa alla sua nazionale il mancato accesso alla fase finale, e siglando la sua prima rete tre giorni più tardi, quella che al 76' fissa il risultato nella ininfluente vittoria per 1-0 sull'Austria. Rimane in rosa anche l'anno seguente, convocata solamente per la doppia amichevole del 23 e 25 febbraio giocata con l'Inghilterra e dove va a rete in entrambi gli incontri, quello che riequilibra il punteggio nel primo finito 1-1 e quello che nel secondo fissa il risultato su 3-1 per la Norvegia.
Sempre nel 2011, in aprile, arriva la prima convocazione nella formazione Under-19, chiamata dal tecnico Jarl Torske in occasione della seconda fase di qualificazione all'Europeo di Italia 2011, andando a segno al debutto nell'incontro del 2 aprile con la Croazia fissando il risultato sul 2-0 dopo che aveva aperto le marcature la sorella Andrine, giocando anche l'ultima partita del gruppo 4 dove la sua Nazionale chiude il girone a punteggio pieno conquistando l'accesso alla fase finale per l'ottava volta nella sua storia sportiva. Inserita da Torske anche nella rosa delle giocatrici in partenza per l'Italia, scende in campo in tutti i cinque incontri disputati dalla sua nazionale, i tre della fase a gironi, dove la Norvegia è inserita nel girone B con Germania, Paesi Bassi e Spagna e si classifica al secondo posto dietro alle tedesche, nella semifinale vinta per 3-2 sulle padrone di casa dell'Italia, incontro dove al 48' sigla la rete del parziale vantaggio per 2-1, e infine nella finale dove incontra nuovamente la Germania, che dopo aver vinto 3-1 l'incontro inaugurale della fase a gironi si impone con un netto 8-1 sulle scandinave conquistando il suo sesto titolo europeo.
Le prestazioni offerte fino ad allora offerte le valgono, nel novembre 2011, la doppia convocazione nella nazionale maggiore e in quella Under-20, debuttando nella prima il 19 novembre, rilevando al 73' Madeleine Giske nell'incontro perso per 3-1 con l'Irlanda del Nord, e quattro giorni più tardi nella seconda, in amichevole con le pari età della Svizzera e vinta per 1-0 grazie alla sua rete siglata al 40'.
Nel 2017, a soli 22 anni, decide di ritirarsi dalla nazionale maggiore come forma di protesta verso la Federazione norvegese, accusando la stessa di subordinare il calcio femminile a quello maschile. Hegerberg ha deciso di smettere di rappresentare la squadra nazionale come forma di protesta a causa di una disputa con il Norges Fotballforbund su come veniva trattato il calcio femminile. Nonostante alcuni miglioramenti, fra i quali il raddoppio della remunerazione per le donne, Hegerberg sentiva che c'era "ancora molta strada da fare", continuando a rifiutare le convocazioni e rinunciando alla Coppa del Mondo 2019. Ha raccontato che il tempo trascorso con la nazionale è stato "profondamente deprimente", di aver avuto incubi e di essere rimasta "mentalmente distrutta".
Nel 2022, dopo 5 anni dal ritiro, decide di tornare a giocare per la nazionale.

## Statistiche

### Presenze e reti nei club
Statistiche aggiornate al 2 luglio 2025.
| Stagione               | Squadra                | Campionato             | Campionato | Campionato | Coppe nazionali | Coppe nazionali | Coppe nazionali | Coppe continentali | Coppe continentali | Coppe continentali | Altre coppe | Altre coppe | Altre coppe | Totale | Totale |
| Stagione               | Squadra                | Comp                   | Pres       | Reti       | Comp            | Pres            | Reti            | Comp               | Pres               | Reti               | Comp        | Pres        | Reti        | Pres   | Reti   |
| ---------------------- | ---------------------- | ---------------------- | ---------- | ---------- | --------------- | --------------- | --------------- | ------------------ | ------------------ | ------------------ | ----------- | ----------- | ----------- | ------ | ------ |
| 2010                   | Kolbotn                | TS                     | 9          | 3          | CN              | 0               | 0               | -                  | -                  | -                  | -           | -           | -           | 9      | 3      |
| 2011                   | Kolbotn                | TS                     | 21         | 12         | CN              | 2               | 0               | -                  | -                  | -                  | -           | -           | -           | 23     | 12     |
| Totale Kolbotn         | Totale Kolbotn         | Totale Kolbotn         | 31         | 15         |                 | 2               | 0               |                    | -                  | -                  |             | -           | -           | 33     | 15     |
| 2012                   | Stabæk                 | TS                     | 18         | 25         | CN              | 5               | 7               | UWCL               | 3                  | 2                  | -           | -           | -           | 26     | 34     |
| 2012-2013              | Turbine Potsdam        | BL                     | 11         | 5          | CG              | 2               | 0               | UWCL               | 0                  | 0                  | -           | -           | -           | 13     | 5      |
| 2013-2014              | Turbine Potsdam        | BL                     | 14         | 6          | CG              | 1               | 1               | UWCL               | 5                  | 2                  | -           | -           | -           | 20     | 9      |
| Totale Turbine Potsdam | Totale Turbine Potsdam | Totale Turbine Potsdam | 25         | 11         |                 | 3               | 1               |                    | 5                  | 2                  |             | -           | -           | 33     | 14     |
| 2014-2015              | Olympique Lione        | D1                     | 22         | 26         | CF              | 6               | 7               | UWCL               | 4                  | 1                  | -           | -           | -           | 32     | 34     |
| 2015-2016              | Olympique Lione        | D1                     | 21         | 33         | CF              | 5               | 8               | UWCL               | 9                  | 13                 |             | -           | -           | 35     | 54     |
| 2016-2017              | Olympique Lione        | D1                     | 22         | 20         | CF              | 3               | 3               | UWCL               | 8                  | 4                  |             | -           | -           | 33     | 27     |
| 2017-2018              | Olympique Lione        | D1                     | 20         | 31         | CF              | 4               | 7               | UWCL               | 9                  | 15                 |             | -           | -           | 33     | 53     |
| 2018-2019              | Olympique Lione        | D1                     | 20         | 20         | CF              | 4               | 2               | UWCL               | 9                  | 7                  |             | -           | -           | 33     | 29     |
| 2019-2020              | Olympique Lione        | D1                     | 13         | 14         | CF              | 0               | 0               | UWCL               | 4                  | 9                  | SF          | 1           | 0           | 18     | 23     |
| 2020-2021              | Olympique Lione        | D1                     | -          | -          | CF              | -               | -               | UWCL               | -                  | -                  | SF          | -           | -           | -      | -      |
| 2021-2022              | Olympique Lione        | D1                     | 16         | 10         | CF              | 2               | 1               | UWCL               | 10                 | 6                  | SF          | -           | -           | 28     | 17     |
| 2022-2023              | Olympique Lione        | D1                     | 5          | 4          | CF              | 1               | 2               | UWCL               | 1                  | 0                  | SF          | 1           | 0           | 8      | 6      |
| 2023-2024              | Olympique Lione        | D1                     | 15         | 12         | CF              | 3               | 4               | UWCL               | 7                  | 5                  | SF          | -           | -           | 25     | 21     |
| 2024-2025              | Olympique Lione        | PL                     | 15         | 5          | CF              | 1               | 0               | UWCL               | 7                  | 2                  | SF          | -           | -           | 23     | 7      |
| Totale Olympique Lione | Totale Olympique Lione | Totale Olympique Lione | 169        | 175        |                 | 28              | 34              |                    | 68                 | 62                 |             | 2           | 0           | 267    | 271    |
| Totale carriera        | Totale carriera        | Totale carriera        | 243        | 226        |                 | 38              | 42              |                    | 76                 | 66                 |             | 2           | 0           | 379    | 334    |

## Palmarès

### Club

#### Competizioni nazionali
- Campionato francese: 8

Olympique Lione: 2014-2015, 2015-2016, 2016-2017, 2017-2018, 2018-2019, 2019-2020, 2021-2022, 2022-2023
- Coppa di Francia: 6

Olympique Lione: 2014-2015, 2015-2016, 2016-2017, 2018-2019, 2019-2020, 2022-2023
- Coppa di Norvegia: 1

Stabæk: 2012
- Supercoppa francese: 2  (Record)

Olympique Lione: 2019, 2022

#### Competizioni internazionali
- UEFA Women's Champions League: 6

Olympique Lione: 2015-2016, 2016-2017, 2017-2018, 2018-2019, 2019-2020, 2021-2022

### Individuale
- Pallone d'oro femminile: 1

2018
- UEFA Women's Player of the Year Award: 1

2015-2016
- Giovane calciatrice norvegese dell'anno: 1

2011
- Capocannoniere del campionato francese: 3

2015-2016 (33), 2016-2017 (20), 2017-2018 (31)
- Capocannoniere della UEFA Women's Champions League: 2

2015-2016 (13), 2017-2018 (15)